# Diocesi di Tela
La diocesi di Tela (in latino Dioecesis Telensis) è una sede soppressa e sede titolare della Chiesa cattolica.

## Storia
Tela, nella regione di Cartagine nell'odierna Tunisia, è un'antica sede episcopale della provincia romana dell'Africa Proconsolare, suffraganea dell'arcidiocesi di Cartagine.
Sono tre i vescovi documentati di questa diocesi africana. Alla conferenza di Cartagine del 411, che vide riuniti assieme i vescovi cattolici e donatisti dell'Africa romana, prese parte il donatista Felice, senza competitore cattolico. Deumhabet intervenne al sinodo riunito a Cartagine dal re vandalo Unerico nel 484, in seguito al quale venne esiliato. Bonifacio assistette al concilio antimonotelita di Cartagine del 646.
Dal 1933 Tela è annoverata tra le sedi vescovili titolari della Chiesa cattolica; dall'11 marzo 2019 il vescovo titolare è Ivan Ćurić, vescovo ausiliare di Đakovo-Osijek.

## Cronotassi dei vescovi
- Felice † (menzionato nel 411) (vescovo donatista)

- Deumhabet † (menzionato nel 484)
- Bonifacio † (menzionato nel 646)

## Cronotassi dei vescovi titolari
- Eugène-Joseph-Marie Le Bellec † (24 settembre 1964 - 13 ottobre 1970 deceduto)
- Gilbert-Antoine Duchêne † (18 settembre 1971 - 10 giugno 1975 nominato vescovo di Saint-Claude)
- Domingos Gabriel Wisniewski, C.M. † (27 giugno 1975 - 19 aprile 1979 nominato vescovo di Cornélio Procópio)
- Antônio Eliseu Zuqueto, O.F.M.Cap. † (14 marzo 1980 - 18 aprile 1983 nominato vescovo di Teixeira de Freitas-Caravelas)
- Engelbert Siebler † (27 febbraio 1986 - 11 ottobre 2018 deceduto)
- Ivan Ćurić, dall'11 marzo 2019